# Reyes Abades
Reyes Abades Tejedor (Castilblanco, Badajoz, 25 de julio de 1949-1 de febrero de 2018), fue un especialista en efectos especiales cinematográficos español. Durante su carrera, fue galardonado en nueve ocasiones con el Goya a los mejores efectos especiales, además de haber conseguido otros premios internacionales. La experiencia de Reyes Abades en el campo de los efectos especiales comenzó en septiembre de 1968, colaborando con empresas españolas, italianas, americanas y francesas. En ese periodo inicial, tuvo ocasión de trabajar con profesionales de muy variada índole, adquiriendo la base y preparación necesaria para formar su propia firma, la cual vio  luz en 1979. Desde entonces, además de la dedicación a la industria cinematográfica nacional e internacional, ha colaborado en publicidad, televisión, espectáculos audiovisuales, parques temáticos y  grandes eventos.
Reyes Abades participó en más de 350 largometrajes, tanto dentro como fuera de España, y colaboró en espectáculos audiovisuales como los de Barcelona'92 o la Cabalgata de la Expo de Sevilla, en publicidad, televisión y teatro.
Fue el responsable de que la flecha lanzada por Antonio Rebollo encendiese el pebetero de los Juegos Olímpicos de Barcelona'92, inventor de todo aquel dispositivo y de otros efectos especiales empleados en las ceremonias de inauguración y clausura de los Juegos.
Entre los diferentes galardones que recibió a lo largo de su carrera están el premio Ricardo Franco en el Festival de Málaga, Premio Ariel de México por "El laberinto del Fauno", Primer Premio en Japón por "La segunda oportunidad", Primer premio de Portugal por "El caballero del dragón", Medalla de Extremadura y Medalla de las Bellas Artes, que se le concedió en 2010.

## Filmografía
| 2010 | La Herencia Valdemar             | José Luis Alemán   |
| ---- | -------------------------------- | ------------------ |
| 2010 | Balada triste de trompeta        | Álex de la Iglesia |
| 2009 | Los abrazos rotos                | Pedro Almodóvar    |
| 2009 | El cónsul de Sodoma              | Sigfrid Monleón    |
| 2006 | Los fantasmas de Goya            | Miloš Forman       |
| 2006 | Alatriste                        | Agustín Díaz Yanes |
| 2006 | El laberinto del fauno           | Guillermo del Toro |
| 2004 | El lobo                          | Miguel Courtois    |
| 2002 | Deseo                            | Gerardo Vera       |
| 2001 | Buñuel y la mesa del rey Salomón | Carlos Saura       |
| 1997 | Abre los ojos                    | Alejandro Amenábar |
| 1996 | Tierra                           | Julio Médem        |
| 1995 | El día de la bestia              | Álex de la Iglesia |
| 1994 | Días contados                    | Imanol Uribe       |
| 1991 | Beltenebros                      | Pilar Miró         |
| 1990 | ¡Ay, Carmela!                    | Carlos Saura       |

## Premios
Premios Goya
| Categoría                  | Año  | Película                                 | Resultado |
| -------------------------- | ---- | ---------------------------------------- | --------- |
| Mejores efectos especiales | 2017 | Zona hostil                              | Candidato |
| Mejores efectos especiales | 2017 | Oro                                      | Candidato |
| Mejores efectos especiales | 2010 | 'Balada triste de trompeta               | Ganador   |
| Mejores efectos especiales | 2006 | 'El laberinto del fauno                  | Ganador   |
| Mejores efectos especiales | 2006 | Los fantasmas de Goya                    | Candidato |
| Mejores efectos especiales | 2004 | El lobo                                  | Ganador   |
| Mejores efectos especiales | 2001 | 'Buñuel y la mesa del rey Salomón        | Ganador   |
| Mejores efectos especiales | 1997 | Abre los ojos                            | Candidato |
| Mejores efectos especiales | 1996 | Tierra                                   | Ganador   |
| Mejores efectos especiales | 1995 | 'El día de la bestia                     | Ganador   |
| Mejores efectos especiales | 1994 | Días contados                            | Ganador   |
| Mejores efectos especiales | 1993 | Madregilda                               | Candidato |
| Mejores efectos especiales | 1992 | Vacas                                    | Candidato |
| Mejores efectos especiales | 1991 | Beltenebros                              | Ganador   |
| Mejores efectos especiales | 1990 | '¡Ay, Carmela!                           | Ganador   |
| Mejores efectos especiales | 1989 | Amanece, que no es poco                  | Candidato |
| Mejores efectos especiales | 1989 | El niño de la luna                       | Candidato |
| Mejores efectos especiales | 1989 | La noche oscura                          | Candidato |
| Mejores efectos especiales | 1988 | El Dorado                                | Candidato |
| Mejores efectos especiales | 1988 | Mujeres al borde de un ataque de nervios | Candidato |
| Mejores efectos especiales | 1988 | Remando al viento                        | Candidato |

## Distinciones

### Condecoraciones
- Medalla de Oro al Mérito en las Bellas Artes (2010)
- Medalla de Extremadura